# Amtsgericht Wertheim

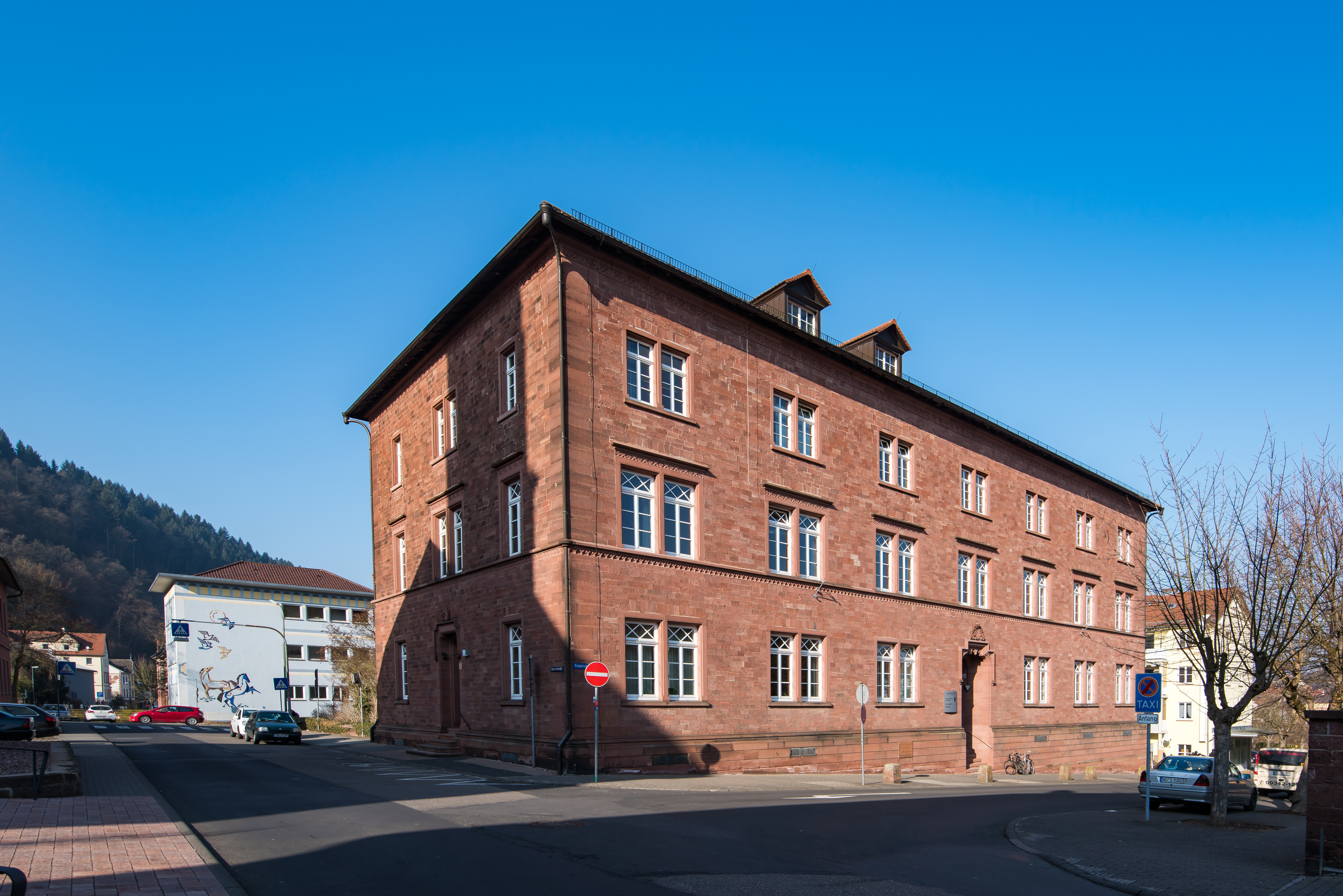
Das Amtsgerichtsgebäude

Das Amtsgericht Wertheim ist ein Gericht der ordentlichen Gerichtsbarkeit in Wertheim in Baden-Württemberg und eines von fünf Amtsgerichten im Bezirk des Landgerichts Mosbach.

## Zuständigkeit und Gerichtsbezirk
Das Amtsgericht in Wertheim ist erstinstanzliches Gericht für Zivil- und Strafsachen, außerdem wird das Handels-, Vereins- und Güterrechtsregister geführt. Der Gerichtsbezirk des Amtsgerichts Wertheim umfasst die Städte Freudenberg, Külsheim und Wertheim.

## Gebäude
Das Gericht ist in einem denkmalgeschützten Gebäude von August Moosbrugger aus dem Jahr 1842 in der Friedrichstr. 6 untergebracht.

## Übergeordnete Gerichte
Dem Amtsgericht Wertheim ist das Landgericht Mosbach unmittelbar übergeordnet. Zuständiges Oberlandesgericht ist das Oberlandesgericht Karlsruhe.